# Geschiedenis van de Joden in Rusland
De grondgebieden van het Russische Rijk waren ooit de thuishaven van de grootste Joodse bevolking ter wereld. De Joodse gemeenschap floreerde hier en ontwikkelde vele moderne theologische en culturele tradities, hoewel er ook periodes waren van een intens antisemitisch discriminatiebeleid en tal van vervolgingen. Eind jaren 1980 en begin jaren 1990 emigreerden vele Sovjet-Joden, voornamelijk naar Israël, de Verenigde Staten en Duitsland. Ondanks dit herbergen Rusland en de voormalige landen van de Sovjet-Unie nog steeds enkele van de grootste Joodse gemeenschappen van Europa.

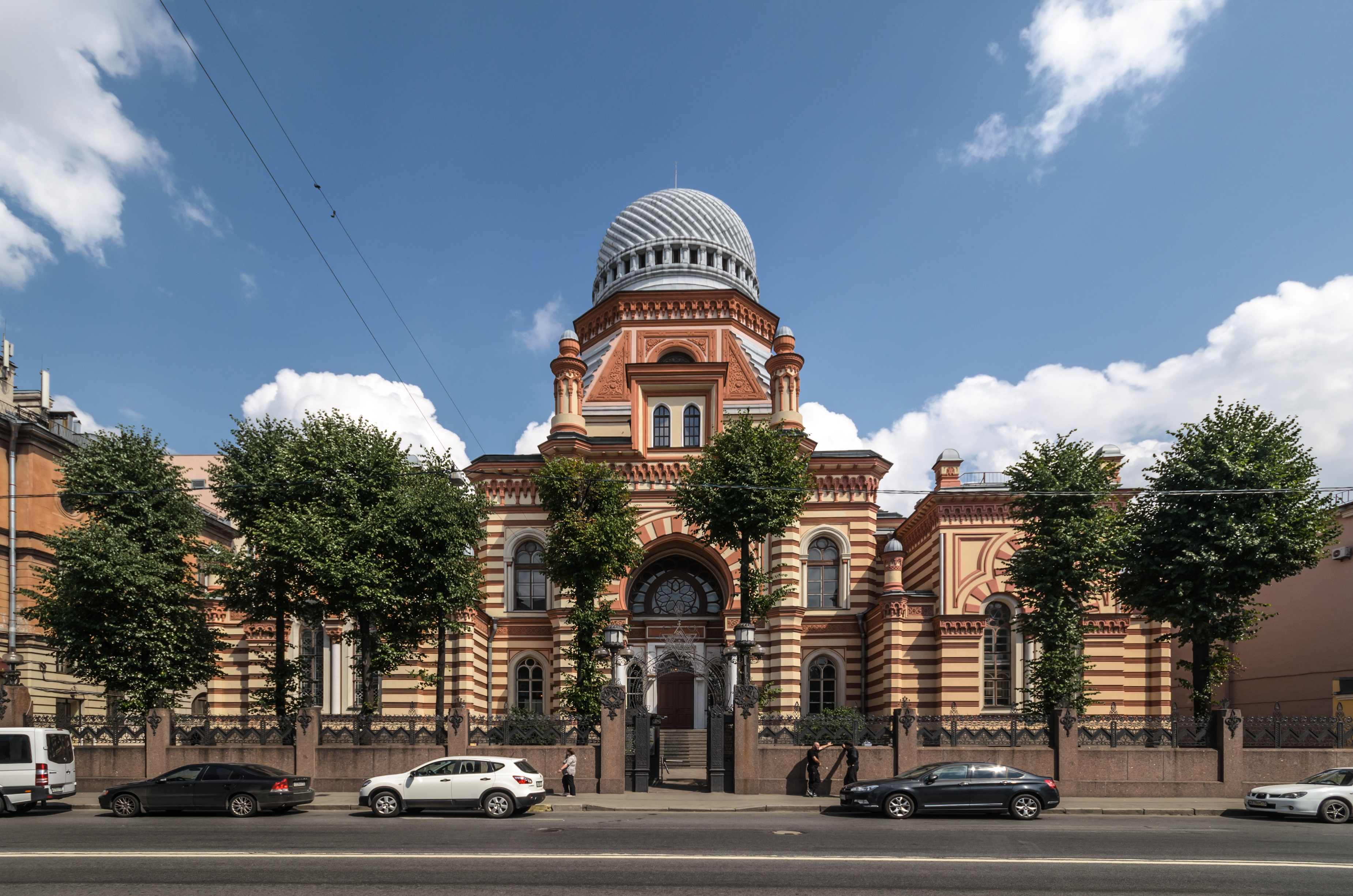
De Grand Choral Synagoge in Sint-Petersburg

## Vroege geschiedenis
De Joden hebben zich verspreid in het huidige Rusland, Oekraïne, Armenië en Georgië sinds de Babylonische ballingschap en er zijn bewijzen uit de vierde eeuw dat er Armeense steden waren waar zo'n 10.000 tot 30.000 Joden woonden. Er waren ook verschillende Joodse nederzettingen in de Krim. Onder de invloed van deze Joodse gemeenschappen besliste de heerser van het nomadenvolk de Chazaren om zich te bekeren tot het jodendom rond de achtste, negende eeuw. De Chazaren woonden in het huidige Oekraïne, Zuid-Rusland en Kazachstan. Nadat Svjatoslav I het Chazaarse koninkrijk veroverde in 969. Vele Chazaarse Joden vluchtten naar de Krim, de Kaukasus en het Russische grootvorstendom Kiev. In de elfde en twaalfde eeuw hadden de Joden een aparte wijk bezet in Kiev, bekend als de Joodse stad.
Hoewel in het noordwesten van Rusland weinig Joden woonden, waren ze des te meer aanwezig in de aangrenzende landen. Aan het einde van de middeleeuwen vonden er veel anti-Joodse pogroms plaats in West-Europa, waardoor een groot deel van de Joodse bevolking richting Rusland trok.
De vele Joden die verdreven werden uit Engeland, Frankrijk, Spanje en andere West-Europese landen en zelfs vervolgd werden in Duitsland in de veertiende eeuw, namen het voorstel van de Poolse koning Casimir III aan om zich te vestigen in door Polen gecontroleerde gebieden in Oost-Europa. De meeste Joden hielden zich in deze tijd bezig met het innen van belastingen, bankieren of handel.
Nadat ze zich in Polen, (later Pools-Litouwse Gemenebest) en Hongarije gevestigd hadden breidde de bevolking uit naar de dunbevolkte gebieden van Litouwen en Oekraïne, die in de toekomst onderdeel zouden worden van het steeds uitbreidende Russische Rijk. In 1495 verbande Alexander van Polen de Joden uit het Grootvorstendom Litouwen, maar draaide deze beslissing terug in 1503.
In de sjtetls, die bijna volledig door Joden bevolkt werden, of in de middelgrote steden met een aanzienlijk Joodse bevolking, leefden de Joden traditioneel volgens de regels van de halacha en werden beperkt in hun rechten en hingen af van de plaatselijke heersers.

## Tsaristisch Rusland
Er zijn bewijzen van de aanwezigheid van Joden in Moskovië uit kronieken van 1471. De redelijk kleine Joodse bevolking was vrij van vervolging, hoewel er wetten tegen hen waren tijdens deze periode werden deze niet altijd strikt toegepast.
In de jaren 1480 werd het vorstendom Moskou het religieuze equivalent van het kalifaat en het Heilige Roomse Rijk. Men geloofde dat de Tsaar de orthodoxe staat regeerde, gebaseerd op de theorie van het Derde Rome, omringd door moslim en Rooms-katholieke staten. Volgens hun overtuiging waren er drie Romes. Het oude Rome en Constantinopel waren reeds gevallen, waardoor de hoop van de wereld op Moskou rustte. Deze religieuze overtuiging zorgde voor maatregelen tegen de vijanden van het geloof, waaronder de Joden.
De behandeling van de Joden verergerde tijdens de regeerperiode van Ivan de Verschrikkelijke (1533-84). Bijvoorbeeld nadat de stad Polatsk veroverd werd in februari 1563 werden volgens de legende 300 Joden, die weigerden zich te bekeren tot het christendom, verdronken in de Dvina.
Joden waren niet welkom in het gebied van Moskovië. Vanaf 1721 was de officiële doctrine van het Keizerrijk Rusland openlijk antisemitisch. Zelfs in plaatsen waar Joden toch werden getolereerd werden ze uiteindelijk tot verbannen. Het veroverde Oekraïne was Jodenvrij in 1727. Door dit beleid was Rusland een vrij vijandige omgeving voor het Joodse volk.
Zie ook Chmelnytskyopstand

### Vestigingsgebied en pogroms

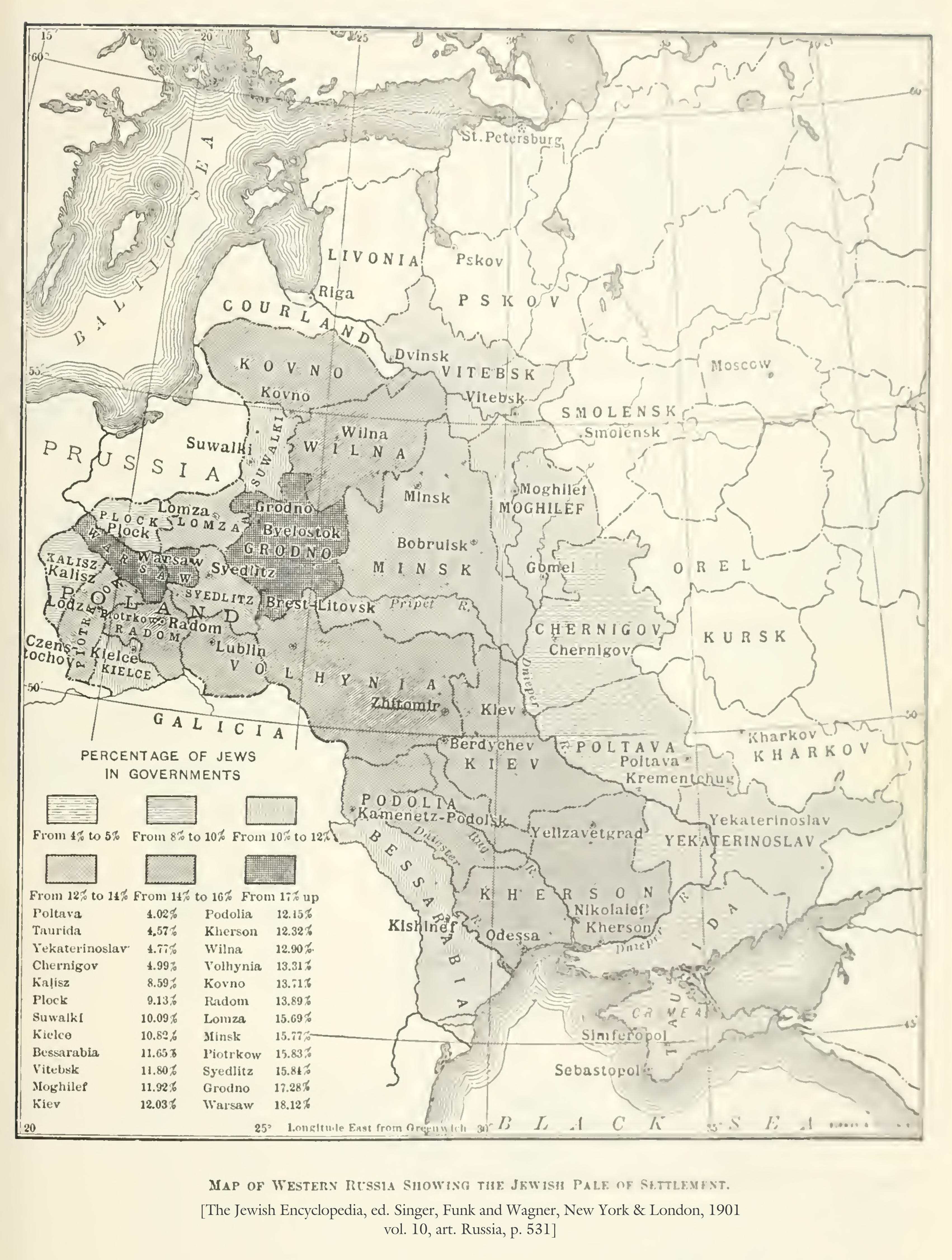
Kaart van het vestigingsgebied

De traditionele maatregels om Rusland jodenvrij te houden mislukten toen een groot deel van Polen geannexeerd werd na de Poolse Delingen. Tijdens de tweede (1793) en derde (1795) deling werden grote Joodse gemeenschappen overgenomen door Rusland. De Tsaar voorzag voor hen het Joodse vestigingsgebied, dat Polen en de Krim omvatte, waar de Joden zich mochten vestigen. Ze hadden een speciale toestemming nodig als ze naar het eigenlijke Rusland wilden verhuizen.
Tijdens de Decembristenopstand van 1825 werd het autocratische gezag van de Tsaar in vraag gesteld door de rebellen. Men dacht dat vele radicalen van Joodse afkomst waren en hierdoor probeerde men het religieuze en nationalistische fanatisme opnieuw populair te maken zodat men zich tegen de Joden zou verzetten.
Tsaar Alexander II, bekend om het afschaffen van de lijfeigenschap in 1861, was ook bekend om het onderdrukken van etnische minderheden. Onder zijn heerschappij mochten Joden geen land bezitten en waren ze ook beperkt tot waar ze wel of niet konden reizen. Hij keurde wel het beleid van de Poolse politicus Aleksander Wielopolski goed in het Congres-Polen waarin Joden gelijke rechten kregen als andere burgers. Onder het bewind van Alexander III werd het antisemitisme nog aangewakkerd.
In 1881 kwam er een golf van anti-joodse pogroms in het zuidwesten van Rusland, nadat de Joden valselijk beschuldigd werden voor de moord op Alexander II. Er werden pogroms gehouden in 166 Russische steden. Duizenden Joodse huizen werden vernietigd en vele families werden straatarm gemaakt. Vele mannen, vrouwen en kinderen raakten gewond of werden vermoord. Alexander III voerde op 15 mei 1882 de tijdelijke meiwetten in tegen de Joden. Deze tijdelijk wetten bleven echter zo'n 30 jaar in werking.
Konstantin Pobedonostsev, de opperprocureur van de Heiligste Regerende Synode en de vriend, mentor en adviseur van de Tsaar zei dat één derde van de Russische Joden zou emigreren, één derde zich zou bekeren en één derde zou omkomen van de honger.

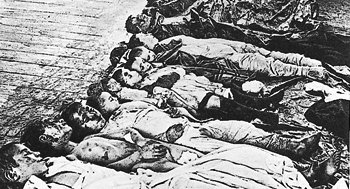
Slachtoffers van een pogrom in Jekaterinoslav

Het systematisch beleid van discriminatie verdreef de Joden van de plattelandsgebieden en steden met minder dan 10.000 inwoners, zelfs in het vestigingsgebied. In 1887 werd het quota van het aantal Joden dat een middelbare en hogere opleiding mocht volgen verlaagd naar 10% in het vestigingsgebied, 5% daar buiten en in Moskou en Sint-Petersburg zelfs maar 3%. Door strikte beperkingen konden vele beroepen niet door Joden uitgeoefend worden. In 1886 werden alle Joden uit Kiev verbannen. In 1891 volgde Moskou, enkel een aantal bruikbare Joden werden toegestaan en de pas geopende synagoge werd gesloten door de broer van de Tsaar. De beperkingen inzake opleiding, die traditioneel hoog in het vaandel stonden bij Joden, zorgden voor toenemende emigratie.
Na nieuwe maatregelen in 1892 mochten Joden niet meer deelnemen aan plaatselijke verkiezingen, ondanks hun grote aanwezigheid in vele steden van het vestigingsgebied. De Joden konden niet kiezen of verkozen worden voor de Doema's. Hierdoor had men omgekeerde Evenredige vertegenwoordiging: de meerderheid van de belastingbetaler werd onderworpen aan de minderheid die de macht in handen had en niet de belangen van de Joden verdedigde.

### Massa-emigratie
| Bestemming   | Aantal    |
| ------------ | --------- |
| Australië    | 5.000     |
| Canada       | 70.000    |
| Europa       | 240.000   |
| Palestina    | 45.000    |
| USA          | 1.749.000 |
| Zuid-Afrika  | 45.000    |
| Zuid-Amerika | 111.000   |

Via een speciale aanvraag konden de Russische Joden verhuizen naar hun families in Israël. Tijdens de Koude Oorlog was dit echter onmogelijk wegens strikte wetgeving dat Russische burgers niet naar het buitenland mochten reizen. De Russische autoriteiten maakten een aanvraag tot emigratie bijzonder moeilijk. Om in aanmerking te komen voor de aanvraag moest men zijn baan opzeggen. Dit was zo omdat men niet wou dat ze een werknemer hielpen die niet loyaal was aan het regime. Nadat men zijn baan verloren had moesten ze in onzekerheid wachten of hun aanvraag goedgekeurd was en inmiddels waren ze hun bron van inkomsten kwijt.
Hoewel de vervolgingen bijgedragen hebben tot de massa-emigratie zijn er ook andere factoren die daartoe bijgedragen hebben. Uit recentere studies blijkt dat de emigratie ook gestimuleerd werd door de negatieve economie van Rusland en de hoge werkgelegenheidsratio in de Verenigde Staten. Ongeveer 2 miljoen Joden vluchtten uit Rusland tussen 1880 en 1920. De meerderheid verkoos de Verenigde Staten, een klein aantal naar Palestina, toen nog een deel van het Ottomaanse Rijk. Dit staat bekend als de eerste alija.
Tussen 1903 en 1906 vond er een grote golf van pogroms plaats waarbij zo'n 1000 Joden omkwamen en tussen de 7000 en 8000 Joden gewond werden. Men denkt dat een aantal pogroms georganiseerd werden door de ochrana, de geheime politie van de Tsaar.
Na de Russische Revolutie van 1917 en de daaropvolgende burgeroorlog volgden nog meer pogroms. Er werden zo'n 70.000 tot 250.000 Joden vermoord. Er waren nu zo'n 300.000 Joodse weeskinderen.

### Joden en Bolsjewisme

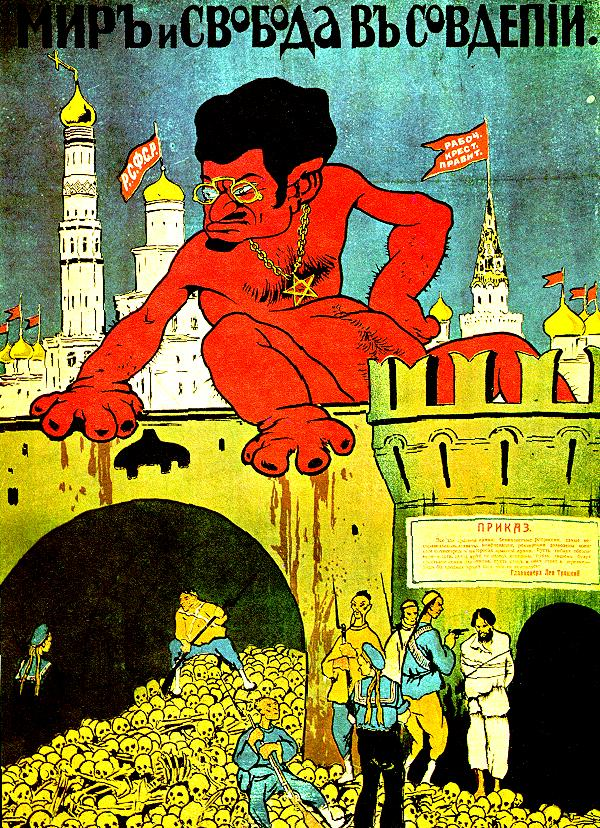
Propagandaposter van het Witte leger waarop Lev Trotski, de stichter van het Rode Leger, afgebeeld staat. In de titel staat: "Vrede en vrijheid in Sovdepia"

Een aantal partijleden van de bolsjewieken waren etnische Joden, vooral in het bestuur van de partij. Het percentage van Joodse partijleden bij de mensjewieken was zelfs nog hoger. Het omverwerpen van het Tsaristische regime was aantrekkelijk voor vele leden van de Joodse intelligentsia vanwege de onderdrukking van niet-Russische naties en niet-orthodoxe christenen in het Russische Rijk. Om dezelfde reden waren vele niet-Russen, voornamelijk Letten en Polen ook vertegenwoordigd in het partijbestuur. Dit feit werd door de ochrana misbruikt. Ze gebruikten antisemitisme en xenofobie als wapen tegen de Russische revolutionaire beweging en kondigden de Protocollen van de wijzen van Sion af om de revolutionaire ideeën te bestempelen als een complot tegen de christenen.
Omdat sommige leidinggevende figuren bij de bolsjewieken etnische Joden waren, en het bolsjewisme een beleid van internationale proletarische revolutie steunt, vooral in het geval van Lev Trotski, tekenden vele vijanden van het bolsjewisme alsook antisemieten een afbeelding van het communisme. De Joden werden ervan beschuldigd dat ze het bolsjewisme gebruikten voor eigen profijt.
Kort nadat de Bolsjewieken de macht overgenomen hadden werd de Jevsektsia opgericht, de Joodse sectie van de Communistische partij, om de rivaliserende Bund en zionistische partijen te bestrijden, het jodendom te onderdrukken en de traditionele Joodse cultuur te vervangen door proletarische cultuur.
De meeste leden van de Oude Bolsjewieken, zowel Joden als christenen werden onderdrukt tijdens de Grote Zuivering van Jozef Stalin in de jaren dertig.

## Na de Oktoberrevolutie

### Onder Lenin (1917-1924)
In maart 1919 nam Lenin een toespraak op grammofoonplaat op over Anti-Joodse Pogroms. Lenin probeerde het fenomeen van antisemitisme uit te leggen in marxistische termen. Volgens hem was het antisemitisme een poging om de haat van de arbeiders en boeren naar hun uitbuiters om te leiden naar de Joden. Hij legde een verband tussen antisemitisme en klassenstrijd, en zei dat antisemitisme enkel een politieke techniek van de Tsaar was: religieus fanatisme gebruikte de tsaar, aldus Lenin, om zijn regime populair te maken. De Sovjet-Unie behield ook deze marxistisch-leninistische interpretatie onder Stalin. Dit voorkwam echter niet de onderdrukking van de Joodse intellectuelen van 1948 tot 1953.
De Bund probeerde de enige vertegenwoordiger te zijn van de Joodse arbeider, wat indruiste tegen Lenins idee van een universele coalitie van arbeiders van alle nationaliteiten. Zoals sommige andere socialistische partijen in Rusland was de Bund tegen het grijpen van de macht van de Bolsjewieken in 1917. Tijdens de eerste maanden van het Sovjetregime werd de Bund onderdrukt. Vanwege het antisemitisme van vele Witten tijdens de Russische Burgeroorlog sloten vrijwel alle Bundleden zich aan bij de Bolsjewieken.
Joden werden ervan beschuldigd geheuld te hebben met de Duitsers tijdens de Eerste Wereldoorlog. Er werden vele pogroms uitgevoerd en tussen 1918 en 1920 werden zo'n 150.000 Joden vermoord in Oekraïne.
De antireligieuze wetten tegen alle geloofsuitdrukkingen zorgden ervoor dat vele rabbijnen hun post moesten verlaten vanwege de dreiging van vervolging. Dit soort vervolgingen duurden voort tot in de jaren 20. Enkele honderdduizenden Joden voegden zich bij de reeds talrijke Joodse bevolking in Polen.

### Onder Stalin (1927-1953)

#### Voor de Tweede Wereldoorlog

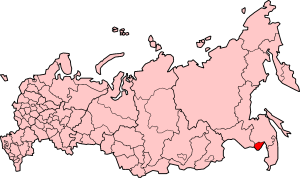
Joodse Autonome Oblast in Rusland

Joden werden lang beschouwd Semitische etniciteit die niet uit Rusland afkomstig is en daardoor gecategoriseerd werd als etnische minderheid in het Slavische Rusland. Stalin beschreef de Joden als een niet actieve natie zonder thuisland. Ze spreken overal op de wereld een andere taal en zullen daardoor nooit samenwerken, zo betoogde hij.
Er werd een alternatief gezocht voor het beloofde land Israël en zo werd de Joodse Autonome Oblast opgericht in 1934 in het Russische Verre Oosten, met als hoofdstad Birobidzjan.
De Sovjet-autoriteiten vonden het gebruik van het Hebreeuws reactionair en het gebruik van Hebreeuws op scholen werd vanaf 1919 verboden. Hebreeuwse boeken en tijdschriften werden niet meer uitgegeven en uit de handel genomen.
In de plaats werd het Jiddisch de nationale taal. Ondanks een grootste propagandacampagne bereikte de Joodse bevolking in hun speciale oblast nooit meer dan 30% van de totale bevolking (in 2003 was dat zelfs nog maar 1,2%). Het experiment stopte midden jaren 30 tijdens de eerste zuiveringscampagnes van Stalin. Joodse leiders werden gearresteerd en geëxecuteerd en Jiddische scholen werden gesloten.
Het Molotov-Ribbentroppact, het niet-aanvalsverdrag met nazi-Duitsland, gaf verdere aanleiding voor de Sovjet-houding tegenover de Joden. Het pact besloot dat Hitler Polen mocht binnenvallen, het land met de grootste Joodse bevolking ter wereld. Het aanvaarden van het pact betekende niet het aanvaarden van nationaalsocialisme
Vele Joden werden het slachtoffer van de Grote Zuivering, hoewel er geen bewijs is dat Joden speciale doelen waren van Stalin. Enkele bekende slachtoffers van de Grote Zuivering zijn Lev Trotski, Grigori Zinovjev en Lev Kamenev. Stalin was echter even brutaal tegen zijn vijanden die niet-joods waren.
De Jood Lazar Kaganovitsj werd niet vermoord, omdat hij een trouw aanhanger van Stalin was. Deze bleef Stalin zelfs trouw na diens dood: in 1957 werd hij uit de partij werd gezet omdat hij tegenstander was van de destalinisatie.
40% van de Joden uit het vestigingsgebied verhuisden naar grotere steden in de Sovjet-Unie om zo de armoede te ontvluchten. Hierdoor viele vele Joden niet ten prooi aan de Holocaust: nazi-Duitsland veroverde in 1941 wel het vestigingsgebied, maar kon niet doordringen tot Moskou of Leningrad.

#### De Holocaust
Meer dan twee miljoen Russische Joden kwamen om het leven tijdens de Holocaust. Enkel in Polen kwamen nog meer Joden om het leven. Zelfs voor de massadeportatie naar de concentratiekampen in 1942 werden al honderdduizenden Joden om het leven gebracht. In onder andere Kiev werden meer dan 33 000 Joden vermoord, in het Bloedbad van Babi Jar kwamen meer dan 100 000 mensen om het leven.
De Sovjet-regering beschreef de Holocaust als wreedheden tegen Sovjet-burgers, niet speciaal tegen Joden.

#### Na de oorlog
In januari 1948 kwam de populaire acteur en voorzitter van het Joods antifascistisch comité, Solomon Mikhoels, om het leven bij een verdacht auto-ongeluk. Op 12 augustus 1952 werden de dertien meest prominente Joodse schrijvers, dichters, acteurs en andere intellectuelen op bevel van Stalin geëxecuteerd.
Drie dagen na de onafhankelijkheidsverklaring van Israël erkende de Sovjet-Unie het land de jure. Tsjecho-Slowakije, dat onder invloed stond van de Sovjet-Unie, was wapenleverancier in de eerste oorlog die het nog jonge land voerde met de Arabische vijanden.

### Na Stalin
In april 1956 publiceerde de Joodse krant Folkshtimme uit Warschau een lange lijst met Sovjet-Joden die voor en na de Holocaust verdwenen waren. De wereldpers begon antwoorden te vragen aan de Sovjet-regering en vroeg ook naar de huidige toestand van het Joodse onderwijssysteem en de cultuur. Een aantal leidinggevende Joodse figuren uit de wereld vroegen publiekelijk aan de leiders van de Sovjet-Unie om de situatie op te helderen,  maar kreeg geen samenhangend antwoord. Hierdoor werd hun bezorgdheid nog groter. Het lot van de Sovjet-Joden werd voor de mensenrechtenorganisaties in het Westen een belangrijke kwestie.

### Effecten Koude Oorlog
Eind 1948 wisselde de Sovjet-Unie van kant in het Arabisch-Israëlisch conflict en steunde van toen af, tijdens de gehele Koude Oorlog, Arabische regimes tegen Israël.
Israël werd een bondgenoot van het Westen en de Sovjet-Joden werden gezien als mogelijke verraders en sympathisanten van het westen. De communistische regering sloot Joodse organisaties en verklaarde het Zionisme als een ideologische vijand. Synagogen stonden vaak onder politiebewaking.
Als resultaat van de vervolging laaide het antisemitisme weer op. Dit weerspiegelde zich in het feit dat vele Joden niet naar de universiteit mochten, bepaalde beroepen niet mochten uitoefenen of in de regering zetelen. Dit was niet overal het geval, de gradatie van vervolging verschilde van regio tot regio. Toch voelde vele Joden zich gedwongen om hun identiteit te verbergen en hun naam te veranderen.
Het woord Jood werd ook vermeden in de media, in plaats daarvan sprak men nu van Israëli. De media gebruikten soms ook de term fascisme om het Israëlische nationalisme te omschrijven.

## Einde van de Sovjet-Unie en emigratie naar Israël
Een massa-emigratie was politiek gezien niet gewenst voor het Sovjet-regime. Na de Zesdaagse Oorlog in 1967 dienden vele Joden een aanvraag in om te emigreren naar Israël. Velen van hen werd de emigratie formeel geweigerd. Een typisch excuus om geen visum te verlenen was dat je op bepaalde momenten in je carrière informatie had gekregen over de nationale veiligheid en daardoor het land niet mocht verlaten.
Na de vliegtuigkaping van Dymshits en Koeznetsov in 1970 en de daaropvolgende internationale veroordeling werd de regering gedwongen om de emigratiequota op te drijven. Tussen 1960 en 1970 emigreerden slechts 4000 mensen terwijl er dat in het volgende decennium 250.000 werden.
In 1972 hief de regering de diplomabelasting voor emigranten in spe die een hogere opleiding genoten hadden. In sommige gevallen was de belasting zo hoog als 20 jaarsalarissen. Deze maatregel werd genomen om de braindrain tegen te gaan die veroorzaakt werd door de emigrerende Sovjet-Joden en andere intelligentsia naar het Westen. Na internationale protesten schafte het Kremlin deze maatregel weer af, maar bleef wel sporadisch beperkingen opleggen.
Aanvankelijk maakte het merendeel van de geëmigreerden de alijah naar Israël, maar vanaf midden jaren 70 verkozen velen, wie toegestaan werd naar Israël te verhuizen, andere bestemmingen, voornamelijk de VS. In 1989 mocht een recordaantal Joden emigreren: 71.000, waarvan er slechts 12.117 naar Israël gingen. Sinds het aannemen van het amendement-Jackson-Vanik emigreerden ongeveer een miljoen Sovjet-Joden naar Israël.

## Joden in het huidige Rusland
De Joodse bevolking bedraagt volgens een census uit 2002 nu zo'n 0,16% van de bevolking . De meeste Russische Joden zijn seculier en zien zich meer als etnische dan als religieuze Joden, zoals tal van Joden in Amerika of in westerse landen. De interesse in de Joodse cultuur is wel groeiende. Dit is vooral te danken aan Chabad-Lubavitch die synagogen en Joodse scholen opende in steden met een Joodse bevolking. Veel Russische Joden hebben familie in Israël.
Drie van vijf meest welvarende oligarchen uit Rusland zijn Joods: Roman Abramovitsj, Michail Fridman, en Viktor Vekselberg. Michail Chodorkovski die openlijk kritiek had op president Vladimir Poetin is ook Joods.

## Demografie
Het aantal Joden in Rusland is in de 20ste eeuw drastisch verminderd. In 1970 waren er nog 2,15 miljoen Joden (enkel in de Verenigde Staten en Israël woonden meer Joden) en in 2002 waren er dat nog maar 250.000. Dit is vooral te wijten aan massale emigratie naar Israël maar ook aan het feit dat ongeveer een miljoen Joden woonden op grondgebied dat momenteel niet meer tot Rusland behoort.
| Jaar       | Joden, in miljoenen | Nota |
| ---------- | ------------------- | --- |
| 1914       | Meer dan 5,25       | Russische Keizerrijk                                                                                        |
| 1939       | 3                   | Door verandering grenzen, emigratie en onderdrukking                                                        |
| Begin 1941 | 5,4                 | Als gevolg van annexatie West-Oekraïne, Wit-Rusland, de Baltische staten en Joodse vluchtelingen uit Polen. |
| 1959       | 2,26                | zie Holocaust                                                                                               |
| 1970       | 2,15                | |
| 1979       | 1,81                | |
| 1989       | 1,45                | |
| Eind 1993  | Minder dan 0,4      | |